# 沃爾吉什鄉

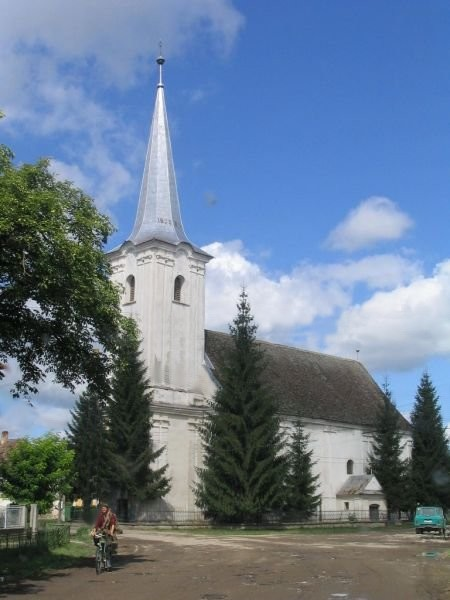

46°08′0″N 25°32′0″E / 46.13333°N 25.53333°E
沃爾吉什鄉（羅馬尼亞語：Comuna Vârghiș, Covasna），是羅馬尼亞的鄉份，位於該國中部，由科瓦斯納縣負責管轄，面積70平方公里，海拔高度496米，2007年人口1,851，人口密度每平方公里26人。